# Damara-Rotschnabeltoko

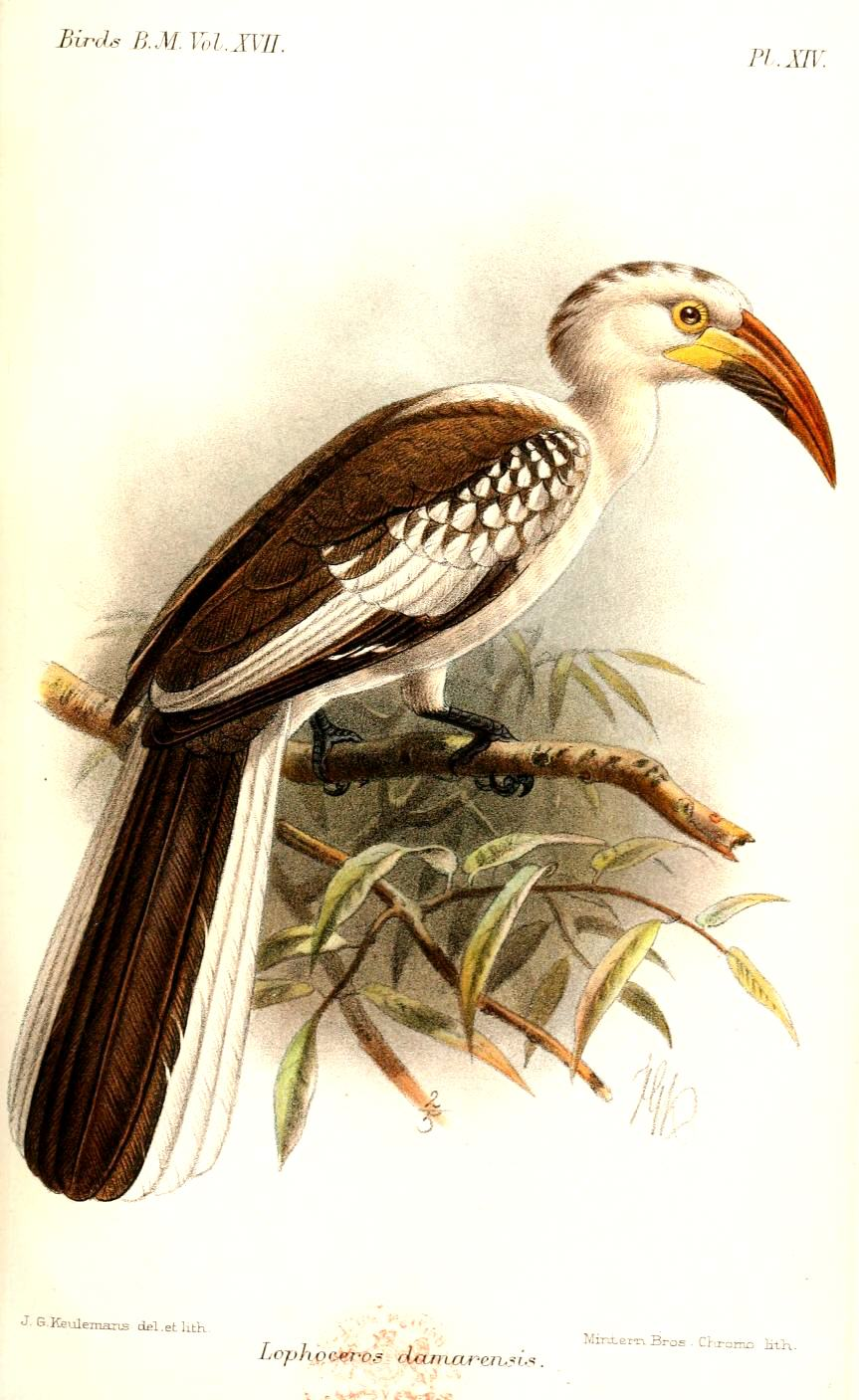
Damara-Rotschnabeltoko, Keulemans 1892

Der Damara-Rotschnabeltoko (Tockus damarensis) ist eine Vogelart, die zu den Nashornvögeln (Bucerotidae) gehört und in Namibia vorkommt. Der Damara-Rotschnabeltoko galt lange als eine Unterart des Rotschnabeltokos, seit einigen Jahren wird ihm jedoch Artstatus zugebilligt. Er ist etwas größer als der Rotschnabeltoko und sein Balzverhalten unterscheidet sich etwas.
Die Bestandssituation des Damara-Rotschnabeltokos wurde 2016 in der Roten Liste gefährdeter Arten der IUCN als „Least Concern (LC)“ = „nicht gefährdet“ eingestuft.

## Merkmale
Der Damara-Rotschnabeltoko erreicht eine Körperlänge von bis zu 35 Zentimetern und gehört damit zu den kleineren Tokos. Auf den Schnabel entfallen beim Männchen zwischen 8,3 und 9,9 Zentimeter. Der Schnabel ist bei den Weibchen mit 7,9 bis 7,7 Zentimeter etwas kleiner, der Größenunterschied ist jedoch nicht so ausgeprägt wie beim Rotschnabeltoko. Männchen wiegen zwischen 200 und 220 Gramm, die Weibchen haben ein Gewicht zwischen 150 und 200 Gramm.

### Männchen
Die Männchen sind an Scheitel und Nacken dunkelgrau, der Hals, die Stirn und das Gesicht sind weiß. Die Ohrdecken sind, anders als beim Rotschnabeltoko, nicht grau gestrichelt, sondern weiß. Sie sind vom Scheitel durch einen breiten weißen Augenüberstreif getrennt. Der Rücken ist rußbraun und wird in Richtung der Oberschwanzdecken noch dunkler. In der Mitte des Rückens verläuft eine weiße Strichzeichnung. Die zwei mittleren Paare der insgesamt 10 Paar Steuerfedern sind schwarz, die übrigen acht Paare sind an der Basis schwarz und dann weiß und schwarz quergebändert. Die Körperunterseite ist weiß. Die Handschwingen sind schwarz mit weißen Flecken in der Mitte, die äußeren Armschwingen sind schwarz und weisen ebenfalls weiße Flecken auf. Die inneren Armschwingen sind fast vollständig weiß. Die Flügeldecken sind rußbraun mit großen weißen Flecken in der Mitte, die Federn der mittleren Flügeldecke sind fast vollständig weiß. Der Schnabel ist rot mit einer schmalen gelben Basis. Der Unterschnabel ist von der Basis bis fast zur Mitte schwarz. Ein Horn fehlt fast vollständig, auf dem Oberschnabel findet sich lediglich eine schmale Erhebung. Der unbefiederte Orbitalring und die nackte Kehlhaut sind fleischfarben. Die Augen sind braun, die Beine und Füße rußbraun.

### Weibchen und Jungvögel
Die Weibchen ähneln den Männchen im Körpergefieder, sind aber insgesamt kleiner. Der Schnabel ist rot, der Unterschnabel ist nicht wie beim Männchen bis zur Hälfte schwarz, sondern weist nur einen einzelnen schwarzen Fleck auf.
Jungvögel sind wie die adulten Vögel gefärbt, der Schnabel ist bei ihnen aber deutlich kleiner und einheitlich braungelb. Schwarze Abzeichen auf dem Schnabel fehlen noch vollständig. Die Augen sind zunächst noch grau, sie werden erst später braun.

### Stimme
Die Rufe des Damara-Rotschnabeltokos sind gackernde kok-Laute, die gelegentlich in Ruffolgen kok-kok-kok-kockok-kockok-kockok zu hören sind.

## Verbreitungsgebiet und Lebensraum
Der Damara-Rotschnabeltoko kommt nur in Namibia vor. Vertreten sind sie im Damaraland, im Norden und den zentralen Hochebenen.
Der Damara-Rotschnabeltoko besiedelt offene Savanne, die schütter mit Dornbüschen bestanden ist. Verglichen mit dem nah verwandten Rotschnabeltoko besiedelt er Regionen mit geringerem Niederschlag und kommt auch in Gebirgen vor.

## Verhalten
Die Nahrung besteht aus Insekten, Früchten und Samen, die meist am Boden aufgenommen werden. Früchte und Wirbellose spielen vor allem im Sommer eine große Rolle im Nahrungsspektrum. Im Winter nimmt er überwiegend Samen auf. Mistkäfer spielen eine große Rolle in der Ernährung, daneben werden Heuschrecken, Termiten, Ameisen und Fliegenmaden gefressen. Sie fressen außerdem kleine Eidechsen, plündern die Nester von Blutschnabelwebern und Rotbauchwürgern, deren Eier und Nestlinge sie fressen. Sie gehen auch an Aas.
Damara-Rotschnabeltokos kommen meist in Paaren oder kleinen Familientrupps vor. Während der Brutperiode verteidigen sie ein Revier.
Der gesamte Brutzyklus vom Verschließen der Bruthöhle durch das Weibchen bis zu dem Verlassen der Flügge gewordenen Jungvögel dauert 65 bis 99 Tage. Davon entfallen 23 bis 25 Tage auf das Bebrüten der Eier und auf die Nestlingszeit 39 bis 50 Tage. Das Weibchen hält sich bereits vor der ersten Eiablage drei bis 24 Tage in der verschlossenen Bruthöhle auf. Sie durchläuft während des Brutzyklus die Mauser.
Das Weibchen legt drei bis sechs Eier in eine Baumhöhle, die es mit Lehm, Mist und Fruchtbrei verschließt. Nur eine ein Zentimeter breite Öffnung bleibt bestehen, die gerade groß genug ist, damit das Männchen Futter für das Weibchen und die Küken durchgeben kann. Der Legeabstand zwischen den einzelnen Eiern beträgt ein bis sechs Tage, die Nestlinge schlüpfen entsprechend asynchron. Damit die Höhle sauber bleibt, wird der Kot durch die Öffnung nach draußen geschleudert. Wenn die Küken zusammen mit der Mutter zu groß für die Höhle werden, bricht diese den Verschluss auf und verlässt die Höhle. Der Verschluss wird von den Nestlingen dann erneut gefertigt und beide Eltern füttern die Jungen.

## Einzelbelege
1. ↑  
Tockus damarensis in der Roten Liste gefährdeter Arten der IUCN 2016. Eingestellt von: BirdLife International, 2016. Abgerufen am 9. Oktober  2017.
2. 1 2  Kemp: The Hornbills - Bucerotiformes. S. 133.
3. ↑  Kemp: The Hornbills - Bucerotiformes. S. 131.
4. ↑   Rufe des Damara-Rotschnabeltokos auf Xeno-Canto (Seite nicht mehr abrufbar, festgestellt im April 2018. Suche in Webarchiven)  Info: Der Link wurde automatisch als defekt markiert. Bitte prüfe den Link gemäß Anleitung und entferne dann diesen Hinweis., aufgerufen am 3. Oktober 2016
5. ↑  Kemp: The Hornbills - Bucerotiformes. S. 134.